# Велдоръя
Велдоръя — посёлок в Прилузском районе Республики Коми, входит в состав сельского поселения Ношуль.

## География
Посёлок находится на правом берегу реки Луза, на расстоянии примерно 41 км к юго-западу от села Объячево, административного центра района.

### Часовой пояс
Посёлок Велдоръя, как и вся Республика Коми, находится в часовой зоне МСК (московское время). Смещение применяемого времени относительно UTC составляет +3:00.

## История
Основан в 1929—1930-х годах как спецпосёлок Губцево. В 1931 году проживало 125 семей и 475 жителей.

## Население
| 1989 | 2002 | 2010 |
| ---- | ---- | ---- |
| 247  | ↘194 | ↘118 |

### Национальный состав
Согласно результатам переписи 2002 года, в национальной структуре населения коми составляли 42 % из 194 чел., русские — 40 %.